# Guarnicionería

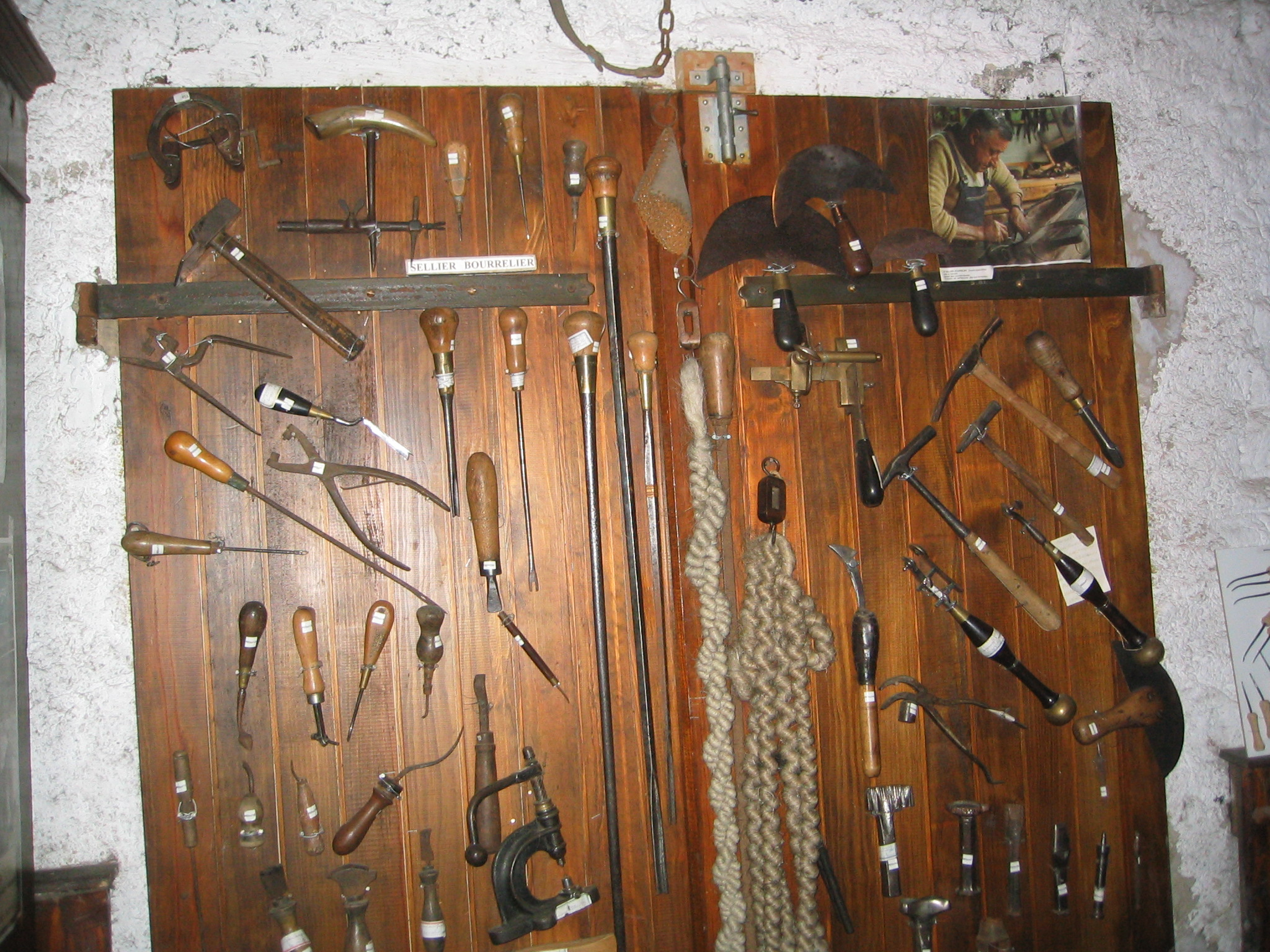
Herramientas tradicionales de guarnicionero y talabartero (Vosgos).

La guarnicionería, guasquearía o talabartería es el arte de trabajar en diversos artículos de cuero o guarniciones para caballerías. Se considera guarnición a todos los elementos de la espada que sirven para sostenerla o para proteger a la mano o manos que la empuñan, así como a la fabricación o arreglo de sillas de montar de caballería, albardas y aparejos: las monturas para los caballos y las albardas y aparejos (para montar los animales) para asnos y mulos.
Se suelen usar otros materiales además del cuero, como la lona, lanas gordas denominadas estambre con las que se elaboran las guarniciones o dibujos sobre las monturas o aparejos e hilos de colores.
La persona que se dedica a la guarnicionería recibe el nombre de guarnicionero o talabartero.

## Talabartería
La palabra talabartería tiene su origen en el término Talabarte, cinturón con tiros para llevar colgada la espada o sable; la talabartería es la  tienda o taller de talabartero y el talabartero, la persona que hace correas, sillas de montar, etc. (Gran diccionario, 1981; 3643). 
Por lo tanto, este es un término que incluye trabajar la piel, transformarla y darle un sentido útil y bello. Otra definición es arte de fabricar artículos con pieles de animales. Así encontramos verdaderos maestros en el arte de la transformación de una pieza de cuero sin ninguna forma salvo la del animal, con la aplicación del talento y trabajo la cambian por un objeto útil o estético con mayor valor en el mercado. Esto se realiza en algunos casos en una pequeña tabla de 40 x 40 en una mesa o en un taller con tres o más trabajadores, no siendo un trabajo meramente masculino  pues el trabajo de la mujer destaca por sus finos acabados.

## Herramientas necesarias

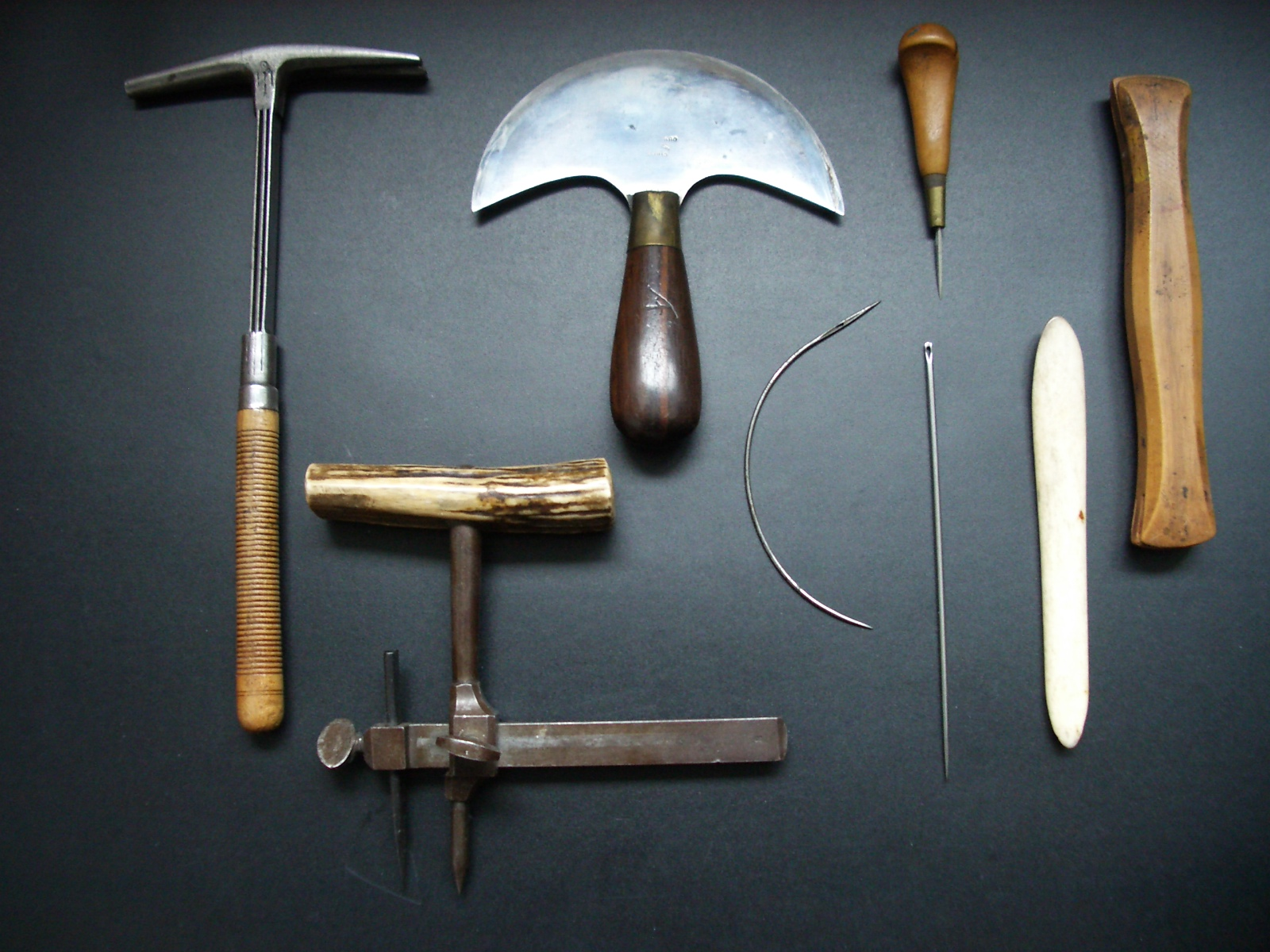
Herramientas de guarnicionero

Para el trabajo de artículos de cuero es necesario contar con algunas herramientas especializadas, dentro de las elementales contamos con:
- Tabla de madera blanda (sobre la que se realizarán los trabajos de corte)
- Cinta métrica (para tomar medidas)
- Martillo (para martillar el cuero y remachar el herraje)
- Cuchillo (para cortar la piel)
- Chaira (para sacar y asentar el filo de la herramienta)
- Pica hielo (se usa para rayar o trazar líneas)
- Lezna (sirve para agujerear el cuero)
- Plantillas (copiar los diferentes modelos sobre el cuero)
- Pinzas (para sostener la piel)
- Tijeras (para cueros delgados)
- Sacabocados (para perforar el cuero)

Taller de talabartería en Montevideo, Uruguay. Año desconocido.

- Taller de talabartería en Montevideo, Uruguay. Año desconocido.Regla (de metal inoxidable para trazar líneas)
- Compás metálico (para marcar líneas y puntos)
- Rayador de madera (para marcar orillas)
- Marcadores de letras (para grabar las mismas)
- Figuras y números (para grabar los mismos)
- Remachadores (para fijar broches de presión).